# Carol Williams (organiste)
Pour les articles homonymes, voir Carol Williams.
Carol Anne Williams, née en 1962, est une organiste de concert et compositrice internationale née au Royaume-Uni, vivant maintenant aux États-Unis. 

## Biographie

### Jeunesse et éducation
Carol Anne Williams naît en Grande-Bretagne dans une famille galloise. Elle commence à prendre des cours particuliers à l'âge de cinq ans et est capable de lire la musique avant de lire l'anglais. Sa formation officielle  commence par cinq ans à la Royal Academy of Music où elle se spécialisée dans l'orgue, se produisant en tant qu'élève de David Sanger. Elle obtient le prestigieux diplôme de récital de l'Académie, ainsi que la Licentiate of the Royal Academy of Music pour l'orgue et le piano. Elle reçoit tous les grands prix d'interprétation à l'orgue et, pendant ses études, elle devient membre du Royal College of Organists et membre du Trinity College de Londres, ainsi qu'associée du Royal College of Music. 
Williams étudie également étudié avec Daniel Roth, l'organiste de l'église Saint-Sulpice de Paris. S'installant aux États-Unis, elle entreprend des études de troisième cycle à l'université Yale sous la direction de Thomas Murray. Elle est nommée organiste de la chapelle universitaire et obtient un diplôme d'artiste (AD) ainsi que le prix Charles Ives pour ses réalisations exceptionnelles. Elle s'installe ensuite à New York où elle devient organiste associée à la cathédrale de l'Incarnation de Long Island's Garden City. Elle entreprent des études doctorales sous la direction de McNeil Robinson à la Manhattan School of Music, où elle reçoit le prix Helen Cohn pour son doctorat en arts musicaux ( DMA ).

### Carrière
Elle se produit dans le monde entier, notamment à : Saint-Sulpice et Notre-Dame, Paris ; Walt Disney Concert Hall, Los Angeles; abbaye de Westminster ; cathédrale St Paul ; King's College, Cambridge ; The Queen's College, Oxford ; cathédrale de Salisbury ; palais de Blenheim; Woolsey Hall, université Yale ; chapelle commémorative, université Harvard ; cathédrale Saint-Patrick, à New York; La cathédrale nationale de Washington ; St. Ignatius Loyola, New York ; église Riverside, New York. Elle donne également de nombreux récitals en Suède, Finlande, Estonie, Monaco, Luxembourg, Pays-Bas, Pologne, Allemagne, Danemark, Singapour, Chine et Russie.